# Grèbe à cou noir
Podiceps nigricollis
Espèce
Statut de conservation UICN

 LC  : Préoccupation mineure
Répartition géographique

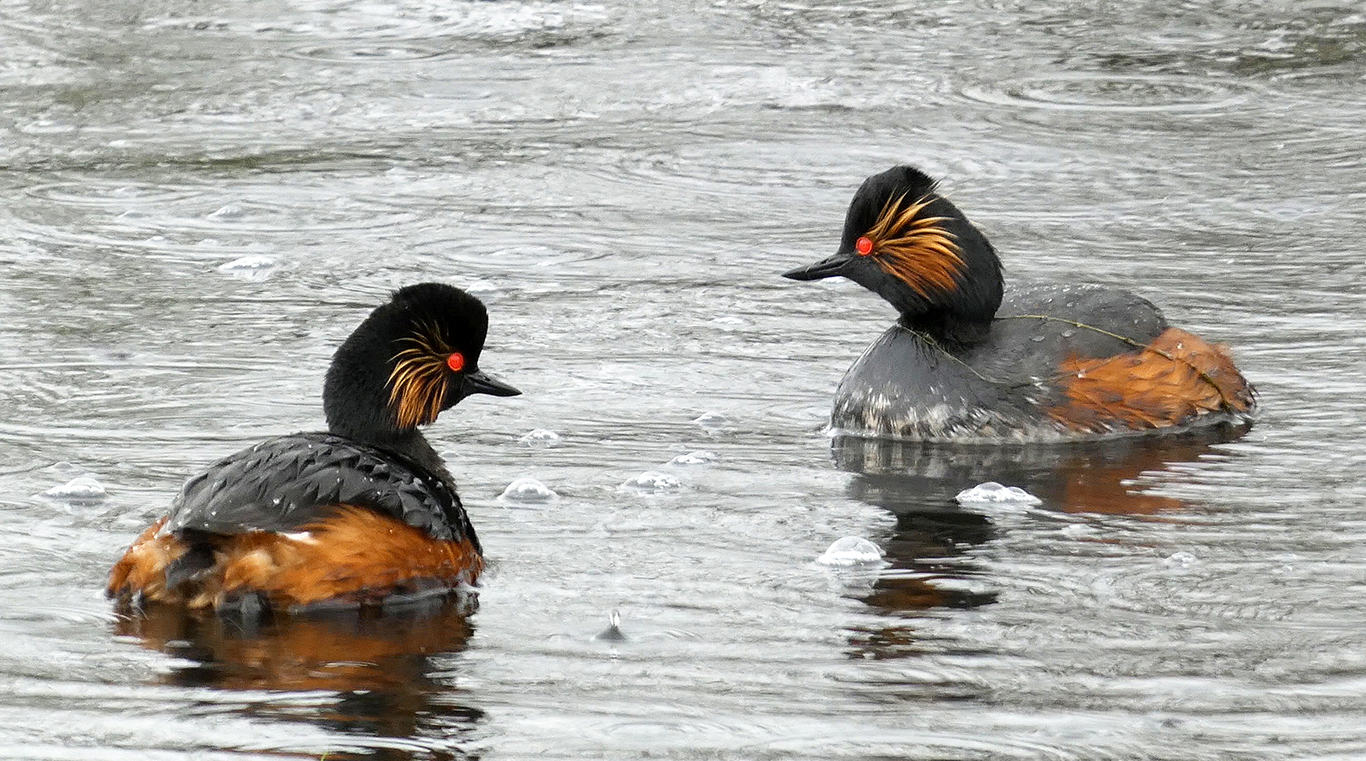
Etang de la Brenne au printemps.

Le Grèbe à cou noir (Podiceps nigricollis) est une espèce d'oiseaux aquatiques de la famille des podicipédidés. C'est le plus sociable de tous les grèbes, mais aussi celui dont la population mondiale est la plus nombreuse.

## Morphologie

### Mensurations
Le Grèbe à cou noir a une taille intermédiaire entre le Grèbe huppé et le Grèbe castagneux, il mesure de 28 à 34 cm.
Son aile a une longueur de 12,4-13,9 cm pour une envergure totale de 50 à 60 cm. Son bec fait généralement 2-2,6 cm; il est plus long chez le mâle (généralement plus de 2,4 cm) que chez la femelle (généralement moins de 2,3 cm). Son poids varie de 213 à 402 g.

### Aspect général
Cet oiseau a un bec légèrement retroussé et plus fin que celui de son cousin, le Grèbe esclavon. Ce bec est, de plus, entièrement noir. Comme tous les grèbes, le Grèbe à cou noir a des pattes verdâtres positionnées très en arrière du corps, ce qui facilite la nage, et ses orteils sont lobés. L'œil est rouge chez l'adulte.

### Plumage

#### Plumage nuptial

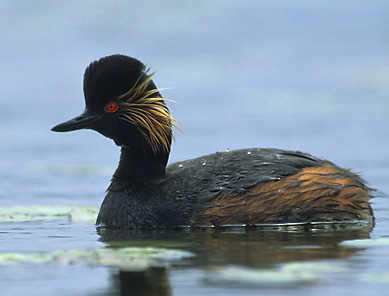
Grèbe à cou noir en plumage nuptial

Pendant la période de reproduction, il est reconnaissable grâce au roux ardent de ses flancs mais aussi grâce aux touffes de plumes dorées qui peuvent se déployer en éventails sur les côtés de sa tête. L'iris rouge est très nettement visible sur le fond entièrement noir de la tête. Le cou et le dos sont aussi d'un noir profond. La calotte noire de la tête est souvent plus bombée que chez les autres grèbes.

#### Plumage internuptial
Le plumage hivernal est terne. Le dos, l'arrière de la nuque et la calotte sont noirs, les flancs, le ventre, la poitrine, la gorge et les joues sont d'un gris plus ou moins clair, mais le bas des joues est blanc. 

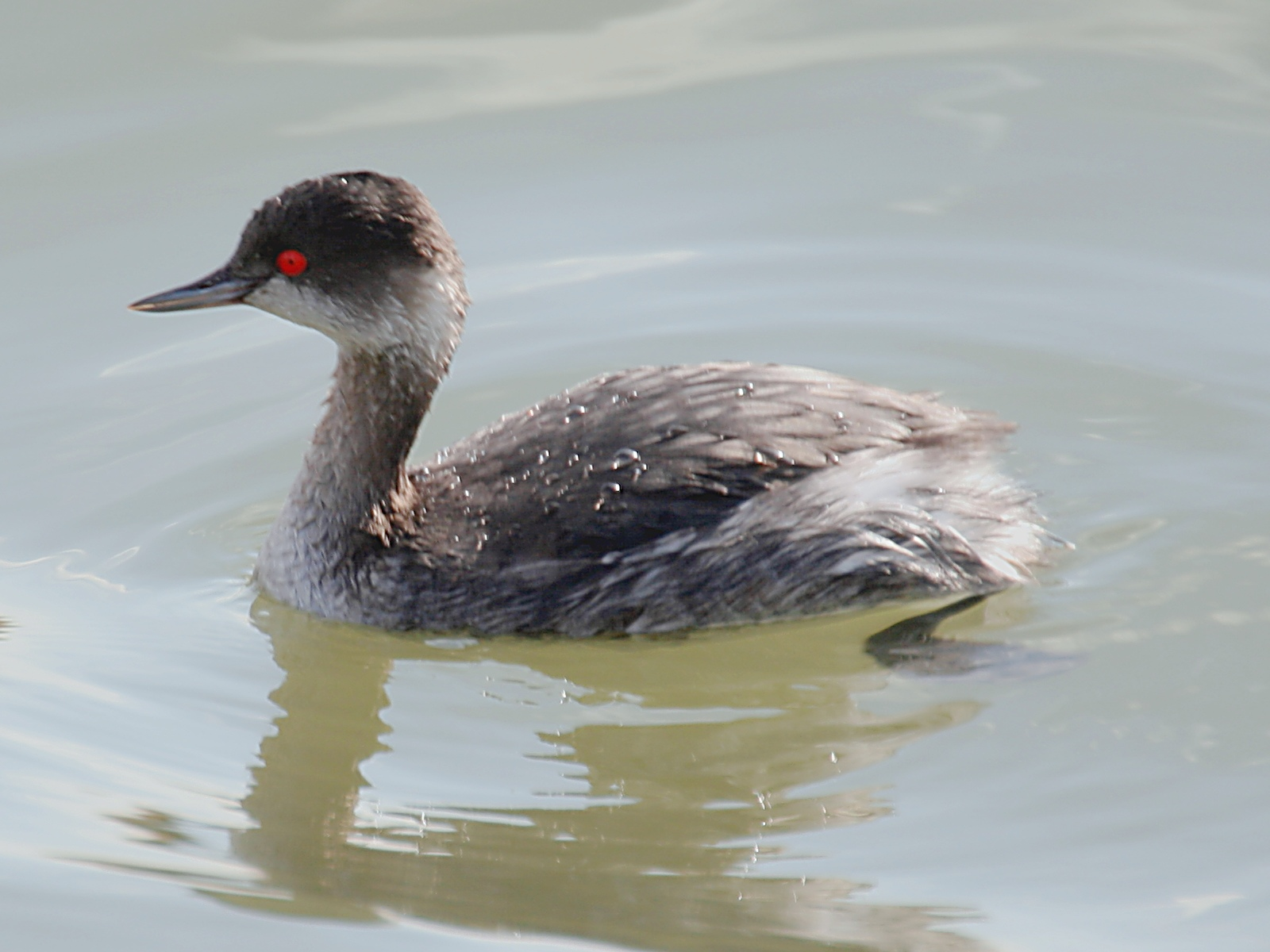
Grèbe à cou noir en plumage internuptial

Au niveau de la tête, la calotte noire descend plus bas que les yeux, ce qui le distingue du Grèbe esclavon chez qui l'œil est la limite de la calotte noire hivernale.

### Aspect des juvéniles
Les jeunes possèdent des joues gris-brunâtre, plus sombres que les adultes. Les oisillons ont la tête noire présentant des raies et taches plus claires, généralement brunâtres, et une zone rouge rosée sans plumes entre l'œil et le bec,.

## Comportement

### Comportement social
Plus sociable que les autres grèbes, il niche généralement en colonies pouvant atteindre une centaine de couples, souvent en compagnie de colonies de Mouettes rieuses ou de Guifettes moustacs.

### Vocalisations
Le Grèbe à cou noir émet des trilles (bibibib) et sifflements (houiiti) très aigus en été (pour écouter son cri, voir sur la page de la référence 4 ci-contre. En hiver, il est généralement silencieux.

### Vol
Du fait de la position de ses pattes, très en arrière du corps, il lui est plus facile de nager que de marcher ou de décoller. Pour cette raison, il vole rarement en dehors des périodes de migration, et il évitera au maximum de s'aventurer sur les berges.
En vol, il tient son cou tendu et ses pattes un peu pendantes. Bien que le battement des ailes soit rapide, le vol est généralement bas et peu puissant.

### Alimentation
Le Grèbe à cou noir se nourrit en été d'insectes happés en surface, mais aussi d'insectes aquatiques (adultes et larves), de têtards, de petits poissons, de mollusques et de petits crustacés capturés en plongeant et nageant sous l'eau. En hiver, son régime est plus strictement piscivore. Il avale ses proies sous l'eau, contrairement au Grèbe castagneux qui consomme ses proies en surface.

### Reproduction

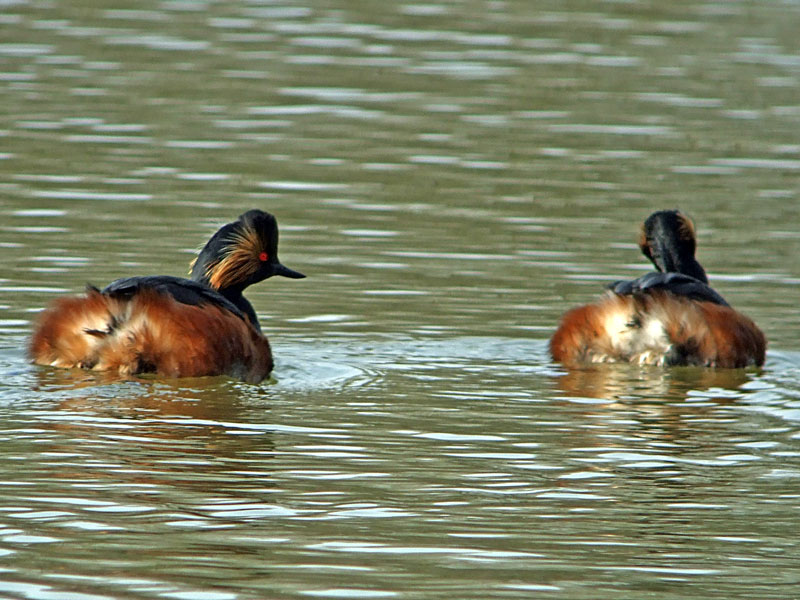
Couple de grèbes à cou noir en plumage nuptial.

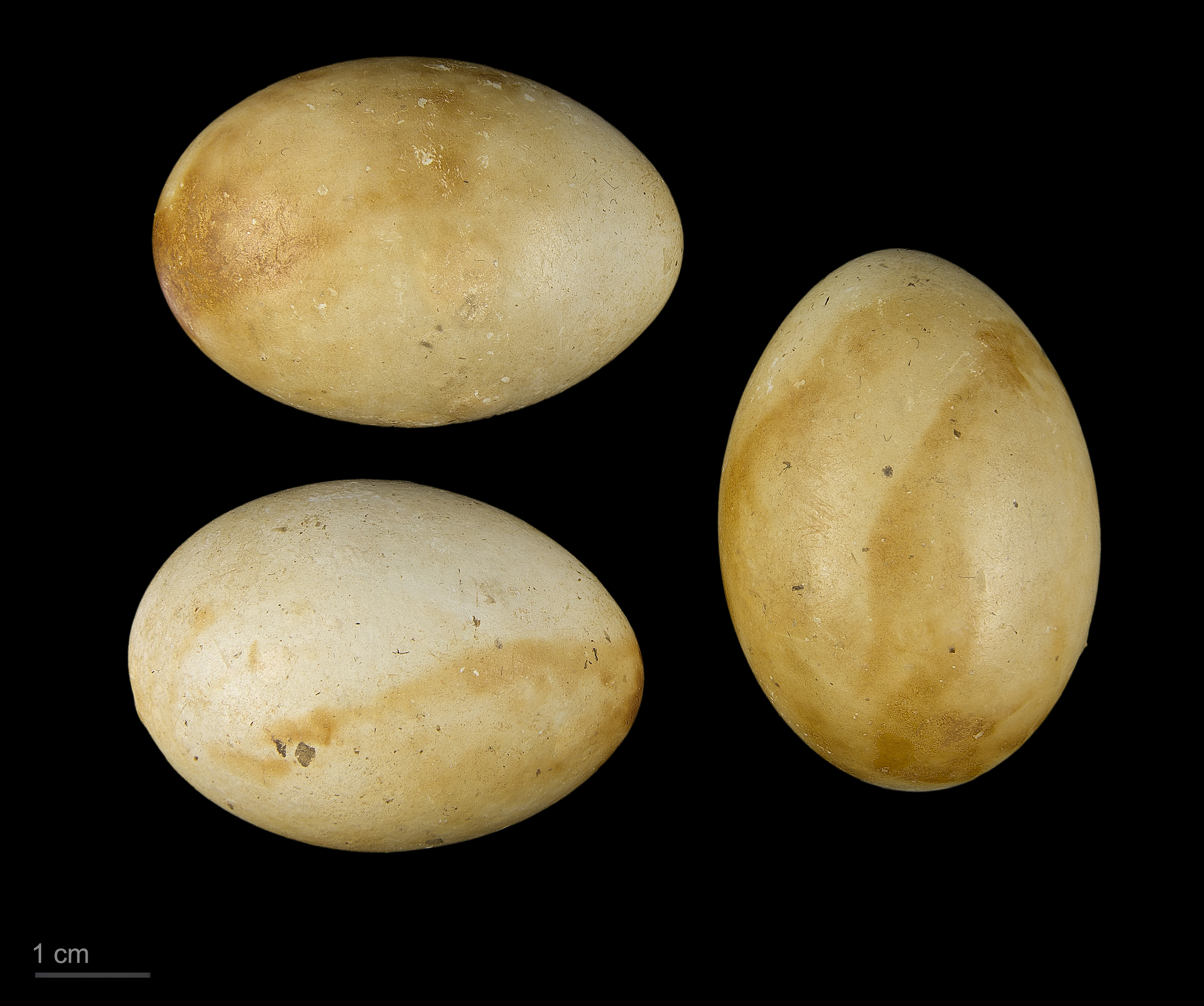
Podiceps nigricollis - MHNT

Les couples, qui se sont formés sur les sites d'hivernage, arrivent sur les sites de nidification vers mars ou avril. Ils entament alors une parade nuptiale : ils se dressent poitrine contre poitrine, nagent l'un autour de l'autre le corps en extension, secouent la tête, et se précipitent sur les autres couples pour les intimider.
Les deux parents bâtissent un nid formé d'un tas de végétaux en décomposition ancré à la végétation vivante du bord de l'eau. La ponte a lieu entre mars et juillet. Mâle et femelle couvent de 3 à 4 œufs blanc-bleuté qui bruniront au contact des végétaux en décomposition. Les derniers œufs sont parfois abandonnés après l'éclosion des deux premiers, 20 à 21 jours après la ponte.

Les oisillons sont nidifuges et souvent transportés sur le dos de leurs parents. Ils seront indépendants au bout de trois semaines. Ils deviendront aptes à se reproduire à l'âge de 2 ans. On estime que ces oiseaux peuvent vivre 12 ans, mais le record actuel constaté par baguage est un Grèbe à cou noir tué par d'autres oiseaux à l'âge de 7 ans et 2 mois.

## Répartition et habitat

### Répartition
D'après la classification de référence (version 14.1, 2024) de l'Union internationale des ornithologues, le Grèbe à cou noir possède 3 sous-espèces :
- Podiceps nigricollis nigricollis (Brehm, CL, 1831) : Eurasie
- Podiceps nigricollis gurneyi (Roberts 1919) : de l'Éthiopie à l'Afrique du Sud ;
- Podiceps nigricollis californicus (Heermann 1854) : Amérique du Nord[9],[10],[11].

L'UICN estime que la population mondiale de ce grèbe comprend de 3,9 à 4,3 millions d'individus.

### Habitat

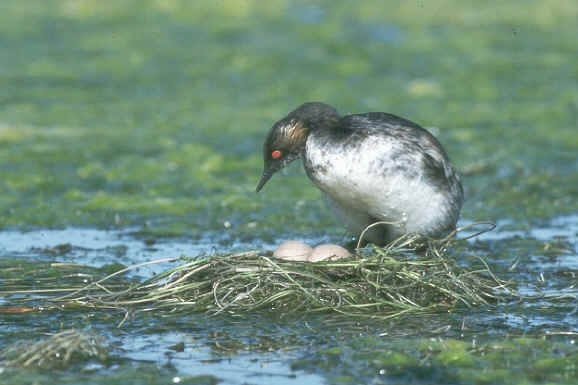
Nid de Grèbe à cou noir en Californie

En été, il fréquente les plans d'eau douce de taille moyenne, les bassins de décantation et argilières laissés à l'abandon - souvent en compagnie de colonies de mouettes rieuses. Il préfère les plans d'eau présentant une végétation abondante sur ses rives et une abondante faune aquatique.
En hiver on le rencontre le plus souvent dans les lacs, les grands étangs et sur les estuaires mais aussi sur le littoral marin. Il se mêle souvent à d'autres grèbes pendant l'hivernage,.
Sur le continent américain, on peut le trouver sur des lacs hypersodiques (Grand lac salé, Mono Lake) où il se nourrira exclusivement d'artémies et de diptères de la famille des Ephydridae, car ces lacs ne contiennent pas de poisson.

### Migration
Le Grèbe à cou noir est un migrateur partiel, car les populations du sud de l'Europe, de l'Asie et des États-Unis peuvent être résidentes à l'année. La sous-espèce sud-africaine P. nigricollis gurneyi ne migre pas du tout.
Les oiseaux migrateurs nichent de mars à août sur leur site de nidification, puis en août ou septembre, ils migrent vers le sud. Les populations européennes vont généralement vers la mer Noire ou la Méditerranée; les populations américaines vont en majorité vers les côtes sud-ouest du Pacifique ou vers le Golfe du Mexique.
De comportement grégaire lors des migrations, cet oiseau peut former des concentrations de centaines de milliers d'oiseaux au niveau de certains sites (par exemple sur le Grand Lac Salé, Utah, USA ou au sud de la mer Caspienne).
Les déplacements sont plutôt nocturnes sur le continent nord américain, mais peuvent être diurnes en Eurasie.
On a reporté des cas d'individus erratiques éloignés des sites habituels, comme aux Açores, à Hawaii, à Madère ou aux Canaries. On a aussi rapporté des observations de cet oiseau au Salvador et au Costa Rica.

## Le Grèbe à cou noir et l'Homme

### Statut et préservation
Le Grèbe à cou noir peut être victime, au niveau des populations hivernant en mer, des pollutions aux hydrocarbures.
Considérée comme sécurisée en Europe par l'Agence européenne pour l'environnement (AEE) depuis 1994, cette espèce a tout de même été déclarée menacée en Suède , et vulnérable en Allemagne, en Lettonie et en Lituanie.
Selon BirdLife International, la population européenne (Russie comprise) comprendrait de 53 000 à 96 000 couples. Les populations les plus nombreuses se trouvent en Russie (30 000 à 60 000 couples) et en Ukraine (10 000 à 16 500 couples). Il semble qu'après une augmentation notable des populations européennes entre 1970 et 1990, on assiste de nouveau à un déclin entre 1990 et 2000, surtout au niveau des populations d'Europe centrale (en Roumanie par exemple) et des Pays baltes.
Cet oiseau est placé en annexe II de la Convention de Berne et de l'AEWA) depuis 2002. Il est de plus particulièrement protégé en Grande-Bretagne depuis 1982 et par le Migratory Bird Treaty Act.
L'AEWA distingue différentes populations. Les populations américaines, européennes et nord-africaines sont classées en catégorie C (non menacées, plus de 100 000 individus). Celles de l'Asie (estimées à 25 000 individus par l'AEWA) sont en catégorie B1 (populations très vulnérables (entre 25 000 et 100 000 individus)). Celles du sud de l'Afrique sont en catégorie A2 (populations menacées (entre 10 000 et 25 000 individus)).
L'UICN a classé le Grèbe à cou noir dans la catégorie LC (préoccupation mineure) du fait de sa grande aire de répartition et de sa population mondiale estimée à environ 4 millions d'individus.

### Étymologie
Le mot grèbe est utilisé pour désigner ce genre d’oiseau depuis au moins le XVIe siècle et serait d’origine savoyarde. 
L'expression à cou noir fait référence à la couleur de son cou en été, qui le distingue des autres espèces de grèbes.

En ce qui concerne le nom scientifique, Podiceps vient du latin podex, le croupion et pes, le pied (ici, les pattes). Le mot nigricollis vient du latin niger, noir et collis, le cou.

### Philatélie
Plusieurs états ont émis des timbres à l'effigie de cet oiseau: les îles Maldives en 1986, La Dominique et la Serbie-et-Monténégro en 2005 ainsi que la Belgique en 2006.

### Photos et vidéos
- Bandes son de P. nigricollis sur le site xenocanto.org
- Vidéos et photos sur le site IBC (Internet Bird Collection)
- Galerie de photos de P. nigricollis sur Calphotos
- Belle galerie de photos de P. nigricollis sur le site Aves
- Galerie de photos de P. nigricollis sur le site African Bird Club
- Galerie de photos Flickr de P. nigricollis sur Avibase